# Guaínos Alto
Guaínos Alto es una localidad y pedanía española del municipio de Adra, en la provincia de Almería. Se sitúa a unos 4 km de la ciudad de Adra, en el interior a lo largo de una rambla y compuesto mayoritariamente viviendas dispersas.
El acceso a la localidad por carretera se da gracias a la salida 384 de la autovía del Mediterráneo, la A-7.

## Entorno natural

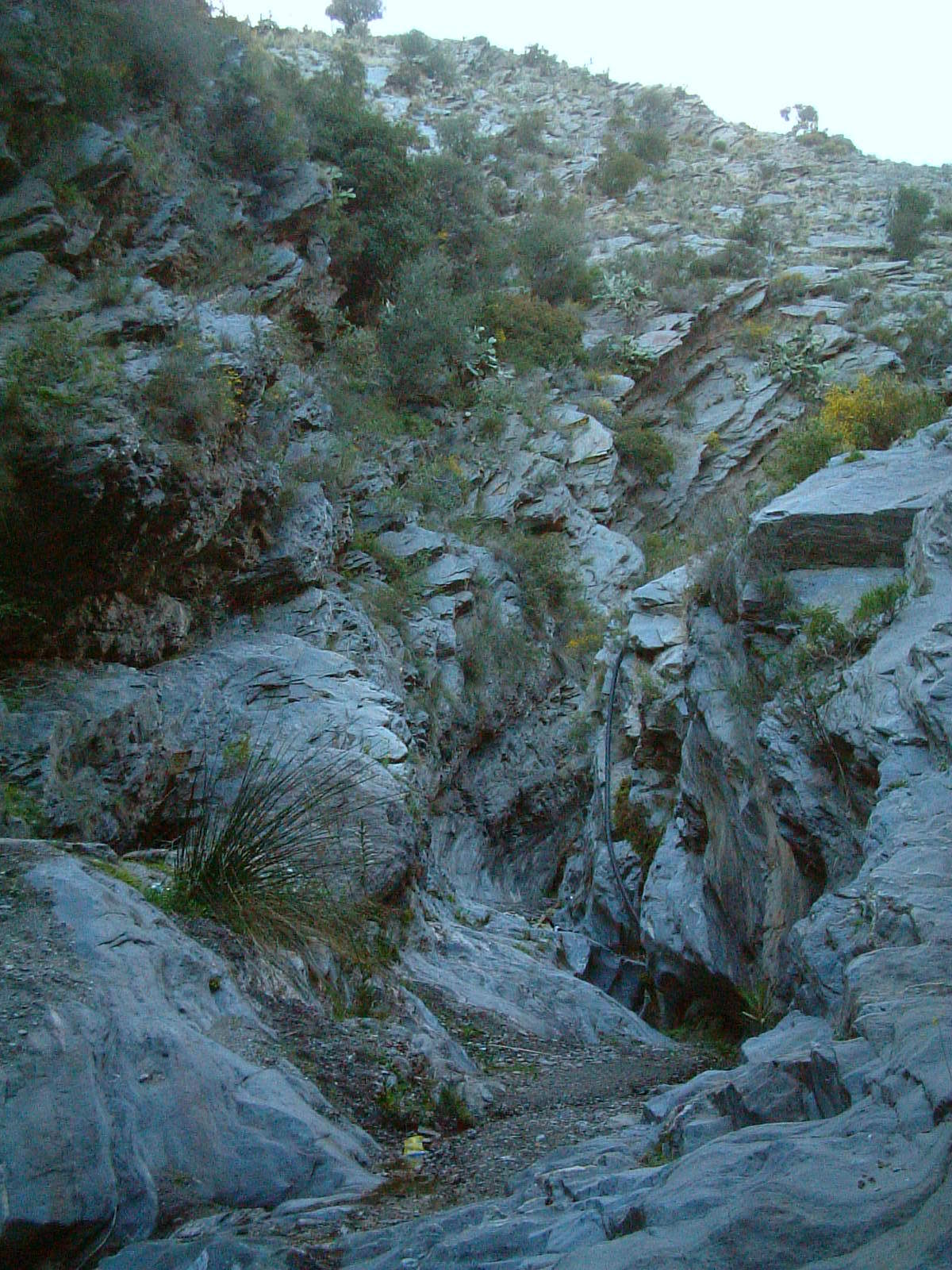
Estrechura de Guaínos Alto.

La localidad de Guaínos Alto está ubicada alrededor de la rambla de Guaínos. Adentrándose en el interior, los márgenes de la rambla se estrechan pues discurre a través de rocas calizas. A esta parte se le conoce como la estrechura de Guaínos donde hay establecidas rutas de senderismo y transhumancia de ganado. La vegetación de la zona es semiárida, contando con matorrales, pitas, chumberas, higueras.

## Economía
En la actualidad, Guaínos Altos es una de las pedanías más tranquilas del municipio de Adra. Su economía se basa fundamentalmente en la agricultura intensiva o de invernadero.

## Festividades
Celebra sus fiestas patronales el segundo fin de semana de agosto en honor a su patrona, la Virgen de los Dolores, a la cual se rinde homenaje con una procesión. Estas suelen durar de tres a cinco días según el año y se organizan con puestos ambulantes, algunas atracciones para menores, una carpa para conciertos de orquestas y con barra de bar además de actividades lúdicas organizadas como concursos de cucaña y un partido de fútbol de solteros contra casados.[cita requerida]

## Enlaces
- Senderismo por la estrechura de Guaínos

- Datos: Q5887051
- Multimedia: Guainos, Adra / Q5887051